# 顾也力
顾也力（1955年—），汉族，中华人民共和国政治人物、第十一届全国政协委员。
加入九三学社，担任九三学社中央委员、广东省委副主委、广东外语外贸大学副校长。2008年，当选第十一届全国政协委员，代表教育界，分入第四十一组。